# Nahuel Valentini
Nahuel Valentini (ur. 16 listopada 1988 w Rosario) – argentyński piłkarz występujący na pozycji obrońcy w Realu Oviedo.